# Zhitang (köpinghuvudort i Kina, Jiangsu Sheng, lat 31,61, long 120,95)
Zhitang (kinesiska: 支塘镇) är en köpinghuvudort i Kina. Den ligger i provinsen Jiangsu, i den östra delen av landet, omkring 210 kilometer öster om provinshuvudstaden Nanjing. Antalet invånare är 79 127. Befolkningen består av 40 539 kvinnor och 38 588 män. Barn under 15 år utgör 8,0 %, vuxna 15-64 år 75 %, och äldre över 65 år 16,0 %.
Runt Zhitang är det mycket tätbefolkat, med 1 221 invånare per kvadratkilometer. Närmaste större samhälle är Zhoushi, 16,5 km söder om Zhitang. Trakten runt Zhitang består till största delen av jordbruksmark.
Genomsnittlig årsnederbörd är 1 510 millimeter. Den regnigaste månaden är augusti, med i genomsnitt 205 mm nederbörd, och den torraste är januari, med 45 mm nederbörd.